# The 39 Steps (Barlow)
The 39 Steps è una commedia teatrale adattamento del film Il club dei trentanove di Alfred Hitchcock.
L'opera, scritta da Patrick Barlow, è stata pensata per un cast di quattro attori i quali, nel giro di due ore, recitano più di un personaggio, anche contemporaneamente.
In particolare: un attore ha la parte del protagonista, Richard Hannay; un'attrice recita i ruoli delle protagoniste femminili e gli altri due recitano qualunque altro personaggio che i primi due incontrano: buoni, cattivi, uomini, donne e anche oggetti inanimati.

## Trama
Il protagonista, Richard Hannay è un uomo d'affari sulla trentina, bello, alto e con baffi a matita. Annoiato della sua vita, esce dal suo appartamento situato in Portland Place e va ad un teatro di Londra, il London Palladium, per assistere ad una dimostrazione di Mr. Memory, un uomo con una memoria fotografica formidabile. Durante lo show, qualcuno spara e tra il pubblico scoppia il pandemonio. Richard tenta di fuggire e nella folla incontra Annabella Schmidt, che gli chiede di portarla al suo appartamento.
Lì, lei gli rivela che è una spia e che è stata lei a sparare nel teatro per creare un diversivo, dato che due sicari l'avevano riconosciuta. Gli rivela inoltre che ha scoperto un complotto internazionale per rubare alcuni vitali segreti militari inglesi, ad opera di un uomo con la falange mancante, il quale è il capo di un'organizzazione di spionaggio chiamato "39 Steps".
Il giorno dopo, Hannay si sveglia e trova Annabella morta, uccisa da una pugnalata con un coltello per il pane. In mano al cadavere della donna c'è una mappa. Spaventato, Richard scappa fuori dal suo appartamento travestito da lattaio e prende un treno per la Scozia, nella località segnata nella mappa dove Annabella aveva detto che avrebbe trovato un uomo che l'avrebbe aiutata.
Sul treno, vede la polizia sulle sue tracce. In preda alla disperazione, entra in un vano e bacia la sola occupante, la bella Pamela, nel tentativo di sfuggire ad un controllo. Lei, però riesce a liberarsi dal suo abbraccio indesiderato e lo consegna alla polizia. Richard riesce a scappare saltando giù dal treno.
Durante la fuga, chiede ospitalità per la notte ad un vecchio e scorbutico contadino e sua moglie più giovane, che flirta con Hannay. Durante la cena, la giovane donna capisce che lui è ricercato, ma non lo tradisce. Nella notte infatti, sente arrivare la polizia e corre a svegliarlo per farlo fuggire. Gli regala la giacca del marito, per confonderlo meglio nella tundra scozzese. Hannay la ringrazia con un bacio e poi fugge.
Finalmente Hannay arriva ad Alt-Na-Shellac, dove trova la casa del rispettabile Professor Jordan, l'uomo che doveva aiutare Annabella. Richard racconta la sua storia al Professore, il quale si rivela molto interessato. Mentre racconta, Hannay si accorge che al Professore manca una falange e capisce di essere in pericolo. Mister Jordan gli rivela di essere lui a capo della cospirazione e chiede a Richard di unirsi alla sua organizzazione. In un primo momento Richard finge di accettare per poter scoprire qualcosa di più sull'organizzazione, ma Jordan lo intuisce e gli spara.
Richard ride insieme allo sceriffo della contea mentre gli racconta di come il libro degli inni di un contadino lo abbia salvato da una pallottola sparata dal Professor Jordan. Lo sceriffo però non gli crede, poiché è il miglior amico di Jordan, e lo accusa per l'omicidio di Annabella per il quale è ricercato. Hannay riesce a fuggire ancora una volta dalla polizia.
Egli cerca di nascondersi in una riunione politica dove lo prendono per l'oratore principale. Dopo un discorso piuttosto entusiasmante e improvvisato, senza conoscere una sola cosa circa il candidato, viene riconosciuto da Pamela, il quale avverte la polizia. Due poliziotti arrestano Hannay e portano via con loro anche Pamela, con la scusa di doverla interrogare. Hannay si rende conto che sono agenti della cospirazione quando non si fermano alla stazione di polizia più vicina. Durante il tragitto in macchina, un gregge di pecore costringe i due uomini a fermarsi e a scendere per allontanarle. Richard ne approfitta e scappa, trascinando con sé una riluttante Pamela, ammanettata con lui.
I due trovano rifugio in una locanda, ma la ragazza ancora non crede all'innocenza di Hannay. Mentre lui dorme, lei riesce a togliersi le manette ed esce dalla camera. Mentre scende le scale della locanda vede uno dei due finti poliziotti al telefono e rimane ad origliare. Scopre così che Richard le aveva raccontato la verità. Ritorna nella stanza e dorme su un divano. Il mattino dopo, lei gli dice che cosa ha sentito, ovvero che il professor Jordan sta andando al London Palladium per portare via i segreti militari. Richard si arrabbia con Pamela per non averlo svegliato e detto subito, così la lascia alla locanda e corre a Londra.
Al London Palladium, si esibisce ancora una volta Mr. Memory. Quando l'artista viene presentato, Hannay riconosce il suo tema musicale: è la fastidiosamente melodia orecchiabile che non è stato capace di dimenticare per giorni. Hannay capisce che Mr. Memory è il contenitore dei segreti internazionali. Richard grida una domanda circa i 39 Steps. Quando Mr. Memory comincia compulsivamente a rispondere, il professor Jordan gli spara e cerca di fuggire, ma viene colpito anche lui dalla polizia, chiamata da Pamela la quale nel frattempo ha raggiunto Hannay a Londra. Prima di morire, Mr. Memory recita le informazioni memorizzate nel suo cervello, ossia un progetto per aerei da guerra silenziosi.
Nell'ultima scena Pamela e Richard sono nell'appartamento di quest'ultimo. È Natale, e in lontananza si sente il pianto di un bambino.

## Storia della produzione
The 39 Steps,  ha debuttato nel giugno 2005 presso il West Yorkshire Playhouse,.
In seguito è stato recitato presso il teatro Tricycle Theatre di Londra nell'agosto del 2006 ed al Criterion Theatre di Piccadilly nel settembre 2006. L'adattamento è arrivato a Broadway a partire dall'inizio del 2008.